# Circaeasteraceae
Circaeasteraceae Hutch. è una famiglia di piante angiosperme dell'ordine Ranunculales.

## Tassonomia
La famiglia comprende i seguenti generi:
- Circaeaster Maxim.
- Kingdonia Balf.f. & W.W.Sm.